# Point Hope
Point Hope, (inupiat: Tikiġaq, o Tigara), è una città degli Stati Uniti d'America, situata nel Borough di North Slope, nello Stato dell'Alaska.